# Deinbollia xanthocarpa
Deinbollia xanthocarpa là một loài thực vật có hoa trong họ Bồ hòn. Loài này được (Klotzsch) Radlk. mô tả khoa học đầu tiên năm 1878.